# Pyrrhopyge amythaon
Espèce
Pyrrhopyge aziza est une espèce de lépidoptères (papillons) de la famille des Hesperiidae, de la sous-famille des Pyrginae, de la tribu des Pyrrhopygini et du genre Pyrrhopyge.

## Dénomination
Pyrrhopyge amythaon a été nommé par Ernest Layton Bell (d) en 1931.

### Nom vernaculaire
Pyrrhopyge amythaon se nomme Amythaon Firetip en anglais.

### Sous-espèces
- Pyrrhopyge amythaon amythaon ; présent au Brésil
- Pyrrhopyge amythaon gradens Evans, 1951 ; présent en Colombie, au Venezuela et dans le Nord du Brésil
- Pyrrhopyge amythaon orino Evans, 1951 ; présent en Colombie, au Venezuela et en Guyana.
- Pyrrhopyge amythaon peron Bell, 1947 ; présent au Pérou
- Pyrrhopyge amythaon perula Evans, 1951 ; présent en Bolivie et au Pérou
- Pyrrhopyge amythaon podina Evans, 1951 ; présent en Bolivie et au Pérou
- Pyrrhopyge amythaon polka Evans, 1951 ; présent en Guyane.
- Pyrrhopyge amythaon pollio Evans, 1951 ; présent au Pérou[1]

## Description
Pyrrhopyge amythaon est un papillon au corps trapu noir, aux extrémités de la tête et de l'abdomen rouge. 
Les ailes sont de couleur gris ardoise foncé ou marron suivant les sous-espèces, à reflets bleu vert métallisé, avec une frange blanche.
Le revers est semblable avec aux ailes postérieures une partie basale blanche veinée de foncé.

## Écologie et distribution
Pyrrhopyge amythaon est présent en Colombie, au Venezuela, en Bolivie, au Pérou, au Brésil, au Guyana et en Guyane.

### Protection
Pas de statut de protection particulier.